# Хрисогон (Ивановский)
Епископ Хрисогон (в миру Фёдор Андреевич Ивановский; 9 [21] ноября 1873, село Сычёвка, Козловский уезд, Тамбовская губерния — 8 февраля 1938, Иваново) — епископ Русской православной церкви, епископ Юрьево-Польский, викарий Владимирской епархии, управляющий Ивановской митрополией.

## Биография
Родился 9 ноября 1875 года в семье псаломщика села Сычёвки Козловского уезда Тамбовской губернии (ныне — в Никифоровском районе Тамбовской области).
В 1891 году окончил 2-е Тамбовское духовное училище. В 1897 году окончил Тамбовскую духовную семинарию по первому разряду со званием студента и 12 августа того же года был рукоположён епископом Тамбовским Александром (Богдановым) в сан диакона к Николаевской церкви села Калажа Кирсановского уезда Тамбовской епархии. Был учителем церковно-приходской школы.
27 февраля 1900 года был рукоположён в сан иерея к Ильинской церкви села Заворонежская Слобода Козловского уезда, где был законоучителем земского начального училища и церковно-приходской школы.
С 1906 по 1909 год был депутатом от духовенства и благочиннического округа на окружных и епархиальных съездах.
В 1915 году овдовел и 28 августа того же года вышел за штат и поступил в Московскую духовную академию, которую закончил в 1919 году со степенью кандидата богословия.
В 1919 году избран настоятелем приходской Иоанно-Богословской церкви в селе Сычёвке Козловского уезда Тамбовской епархии. Переведён настоятелем Казанской церкви Панской слободы Козловского уезда.
В 1930 году арестован Козловским ОГПУ, но через 5 дней был освобождён.

## Архиерейское служение
Принял монашество, возведён в сан архимандрита и 13 января 1931 года в Покровской церкви в Красном Селе в Москве был хиротонисан во епископа Юрьевского, викария Владимирской епархии. Хиротонию совершали митрополит Нижегородский Сергий (Страгородский), архиепископ Иваново-Вознесенский Павел (Гальковский) и епископ Коломенский Петр (Руднев).
К началу 1930-х годов в Юрьеве-Польском оставался незакрытым только Космодамиановский храм. Кроме местных служивших и заштатных священников, в городе и окрестностях жило довольно много ссыльного духовенства, посещавшего богослужения. Наиболее известным и почитаемым из них был архимандрит Сергий (Озеров).
14 апреля 1932 года назначен епископом Кинешемским, викарий Костромской епархии.
8 июня 1932 года снова назначен епископом Юрьевским, викарием Владимирской епархии. Ему были подчинены приходы в Гаврилово-Посадском, Юрьев-Польском, Кольчугинском, Киржачском, Александровском, Переславском и Нагорьевском районах Ивановской промышленной области. Служил без иподиаконов.
Много ездил по епархии, встречался со священниками и мирянами. В городе Александрове, где единственный действующий храм, Боголюбская церковь, находился в ведении обновленцев, встречи проводились в частных домах. Стараниями епископа Хрисогона многие уклонившиеся в обновленческий раскол священников принесли покаяние и вернулись в Патриаршую церковь. Один из них, протоиерей Митрофан Чижов из Кольчугина, стал верным помощником епископа Хрисогона.
В августе 1935 года назначен епископом Курским и Обоянским. От назначения отказался и остался в Юрьеве-Польском.
17 (30) марта 1937 года в связи с арестом архиепископа Бориса (Воскобойникова) назначен временным управляющим Ивановской митрополией в составе Ивановской, Юрьев-Польской, Владимирской и Костромской епархий, в связи с чем переехал в город Иваново, где проживал по адресу улица Ярославская, д. 22. Одновременно получил в управление Владимирскую епархию. У Мануила (Лемешевского) ошибочно утверждается, что он был назначен правящим епископом Владимирским.
В сентябре 1937 года освобождён от временного управления Владимирской епархией в связи с назначением епископа Алексия (Сергеева).
В сентябре 1937 года было арестовано большинство священников, подчинённых епископу Хрисогону. 8 января 1938 года четвёртым отделом Ивановского управления НКВД был арестован и он сам и заключён во внутреннюю тюрьму НКВД в Иванове. Его обвиняли в «активной контрреволюционой деятельности, создании и руководстве антисоветской церковно-повстанческой организации, призывах членов организации к борьбе с советской властью путём открытого выступления повстанческого характера».
3 февраля 1938 года после нескольких допросов внесудебным постановлением тройки УНКВД по Ивановской области был осуждён по пунктам 10 и 11 статьи 58 уголовного кодекса РСФСР и приговорён к высшей мере наказания (расстрелу) с конфискацией личного имущества.
8 февраля 1938 года приговор был приведён в исполнение. Погребён в безвестной общей могиле на Балинском кладбище в Иванове.